# 절벽 (1984년 드라마)
《절벽》은 1984년 2월 4일에 방영된 TV문학관이다.

## 줄거리
경아(황정아)는 열정적인 삶을 살기를 원하는 적극적, 현대적인 여성이다. 그녀는 학생 때 애인인 박현태(노주현)의 미적지근한 태도에 등을 돌리고 패기가 넘치는 최완규(박근형)와 결혼한다. 그러나 경아는 자신이 완규에게 전부가 될 수 없음을 깨닫고 완규와 헤어진다. 그 후 경아는 불치병에 걸려 절망의 늪에 빠져드는데...

## 출연
- 황정아
- 노주현
- 박근형
- 반효정
- 김진애
- 송석호
- 홍요섭
- 박준금
- 김희진
- 김창봉
- 이화영
- 이종우
- 정서임
- 이원발
- 조정국
- 원유재
- 최양숙